# شهرستان ون بیورن (آرکانزاس)
شهرستان ون بیورن، آرکانزاس (به انگلیسی: Van Buren County, Arkansas) شهرستانی در ایالات متحده آمریکا است که در آرکانزاس واقع شده‌است.

## خصوصیات
شهرستان ون بیورن ۱٬۸۷۵٫۱۶ کیلومترمربع مساحت دارد.